# فابيانا مورير
فابيانا دي ألميدا مورير (من مواليد 16 مارس 1981) هي لاعبة برازيلية في رياضة القفز بالزانة. وهي تحمل الرقم القياسي لأمريكا الجنوبية في هذه الرياضة حيث سجلت أفضل رقم لها في الصالات المغلقة وهو 4.82 متر وأفضل رقم لها في الهواء الطلق وهو 4.87 متر، مما يجعلها رابع أعلى لاعبة في رياضة القفز بالزانة على الإطلاق في ذلك الوقت، فازت بالميدالية الذهبية في بطولة العالم لألعاب القوى 2011، وفي بطولة العالم لألعاب القوى داخل الصالات المغلقة 2010، وفازت أيضًا في دورة الألعاب الأمريكية 2007.
مثلت مورير البرازيل في دورة الألعاب الأولمبية الصيفية 2008، ودورة الألعاب الأولمبية الصيفية 2012، ودورة الألعاب الأولمبية الصيفية 2016. فازت ببطولة أمريكا الجنوبية لألعاب القوى أربع مرات، وفازت في أعوام 2006 و2007 و2009 و2011. تدربت مورير على يد المدرب الأوكراني فيتالي بتروف، الذي أشرف على تدريب حاملي الرقم القياسي العالمي سيرجي بوبكا وييلينا إيسينباييفا، وزوجها إلسون ميراندا دي سوزا، وهو لاعب سابق في القفز بالزانة.

## مسيرتها الرياضية
حققت مورير أفضل رقم شخصي لها في الهواء الطلق وهو 4.80 متر في يونيو 2008 في ساو باولو. وكان هذا رقمًا قياسيًا في أمريكا الجنوبية. احتلت المركز العاشر في دورة الألعاب الأولمبية الصيفية 2008 بقفزة بلغت 4.50 متر، ولم تتمكن من تجاوز الارتفاعات التي حققتها في يونيو. أثناء المنافسة فقدت أحدى عصي الزانة للاعبة مورير، مما تسبب في ضعف أدائها حيث قضت أكثر من 10 دقائق في محاولة استعادة عصى االزانة.